# Wulkan Saryczewa
Wulkan Saryczewa (ros. вулкан Сарычева) – stratowulkan o wysokości 1496 m n.p.m. zajmujący większą część rosyjskiej wyspy Matua w archipelagu Kuryli.
Wulkan został nazwany na cześć admirała Gawriiła Saryczewa, badacza północnego Pacyfiku.
W XX w. potężny wybuch wulkanu miał miejsce w listopadzie 1946 r. Z uwagi na to, że erupcja narastała stopniowo, udało się w porę ewakuować wszystkich mieszkańców wyspy. Popioły wyrzucone z krateru opadły ze śniegiem w odległości do 1000 km od wyspy Matua.
Po raz ostatni wulkan wybuchł 12 czerwca 2009 roku, co spowodowało zakłócenia w komunikacji lotniczej pomiędzy wschodnią Azją i zachodnią Ameryką Północną.
- Film erupcji widzianej z Międzynarodowej Stacji Kosmicznej, 12 czerwca 2009

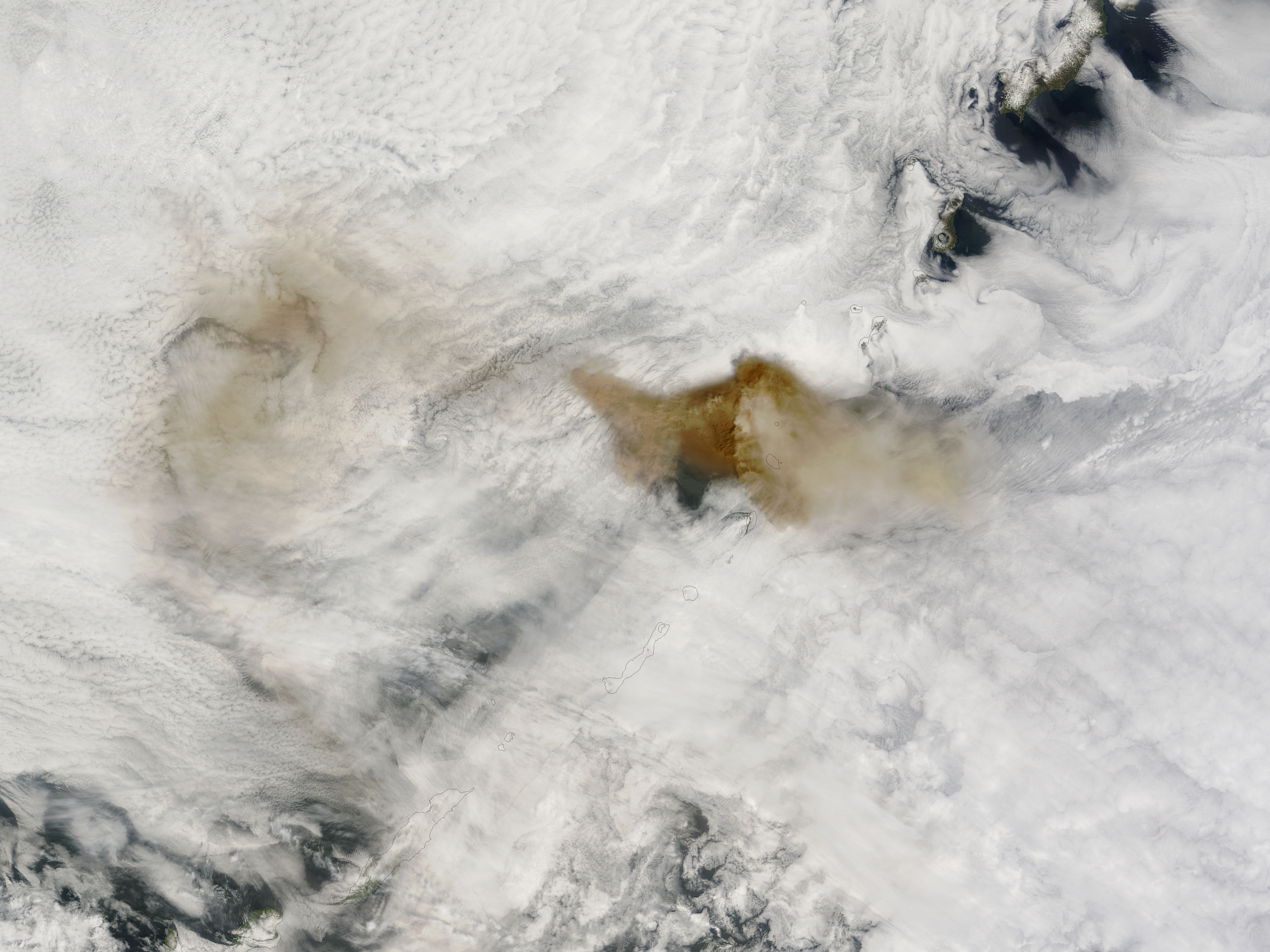
14 czerwca 2009, 13:05
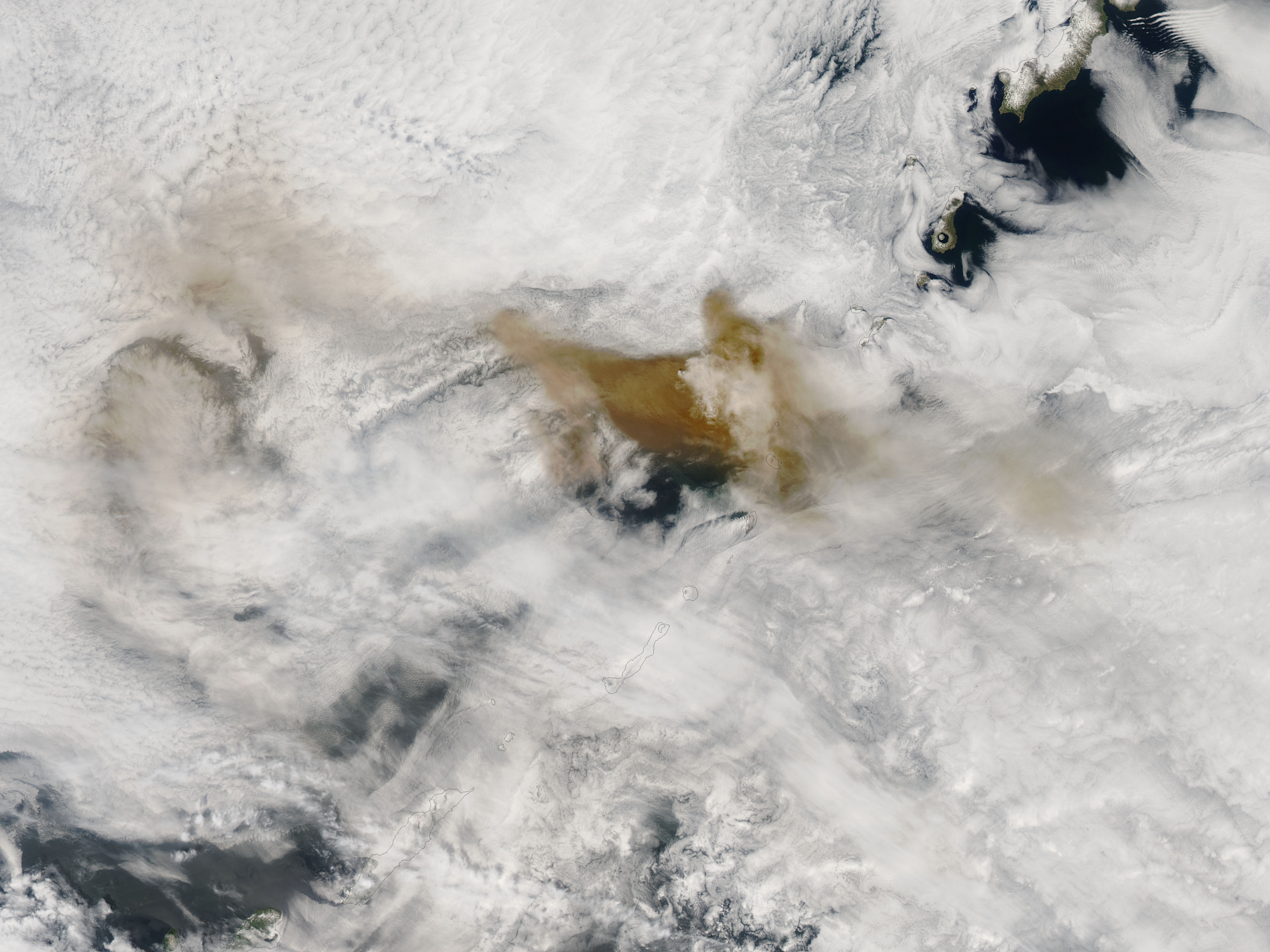
14 czerwca 2009, 14:50
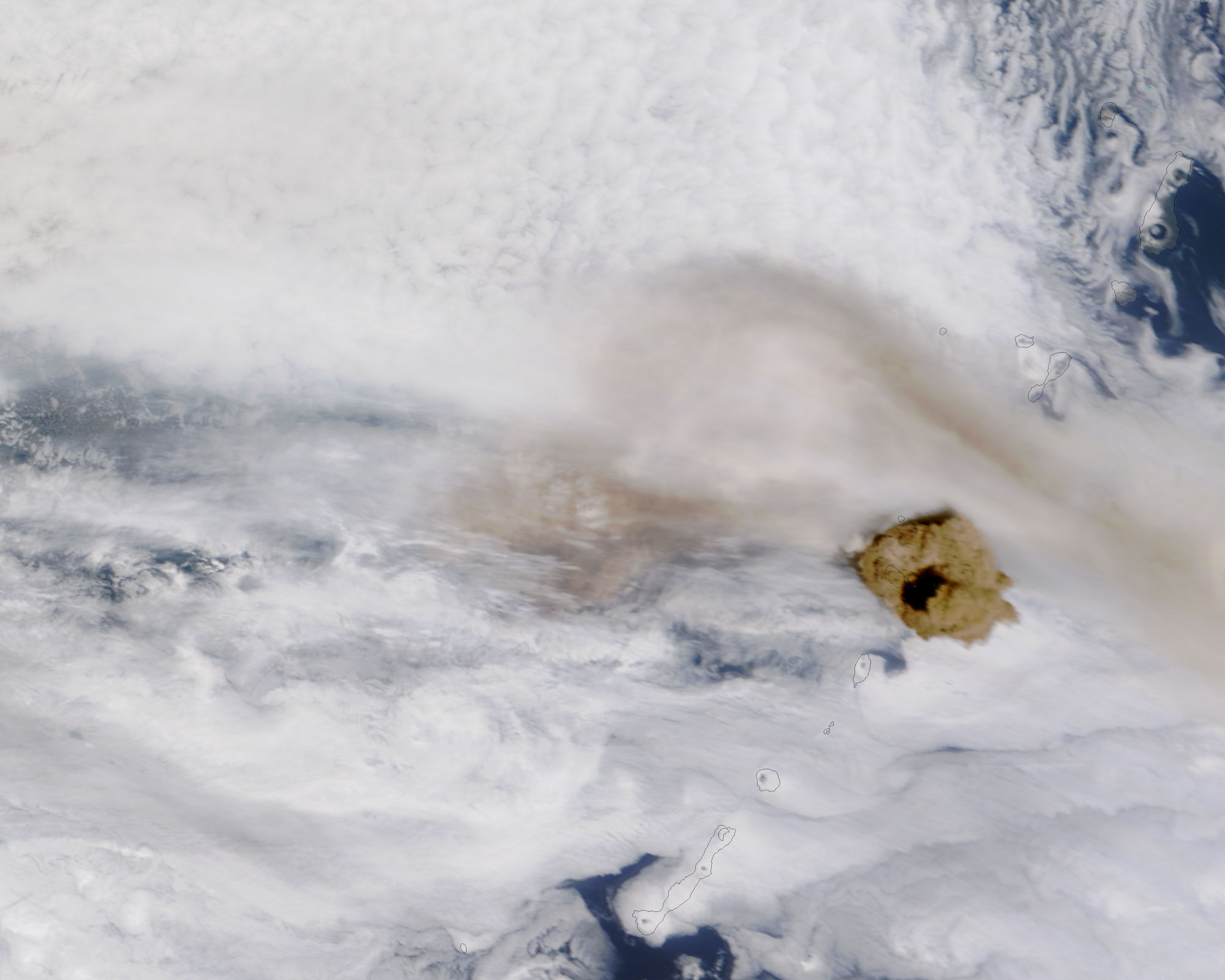
15 czerwca 2009, 13:45
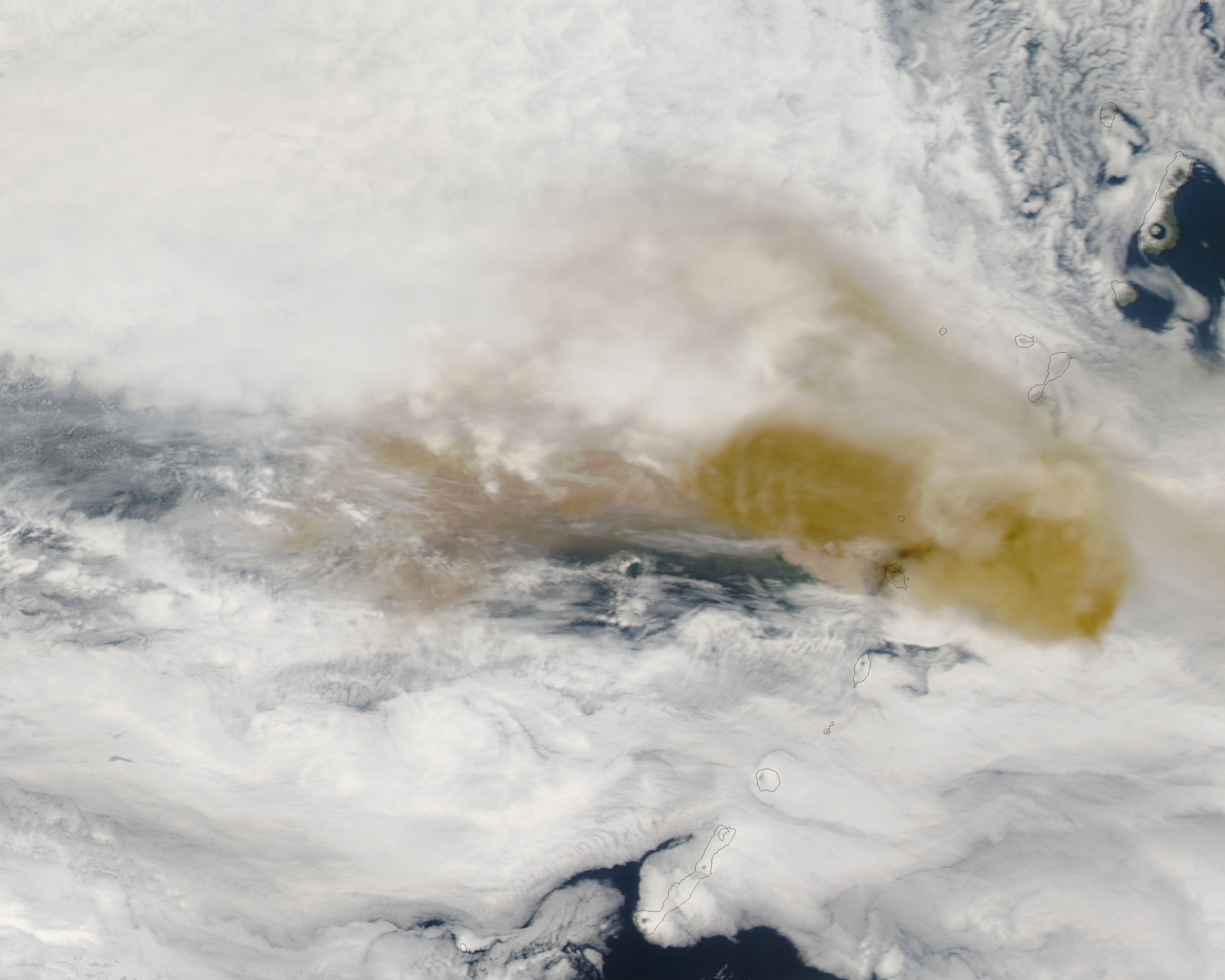
15 czerwca 2009, 15:35
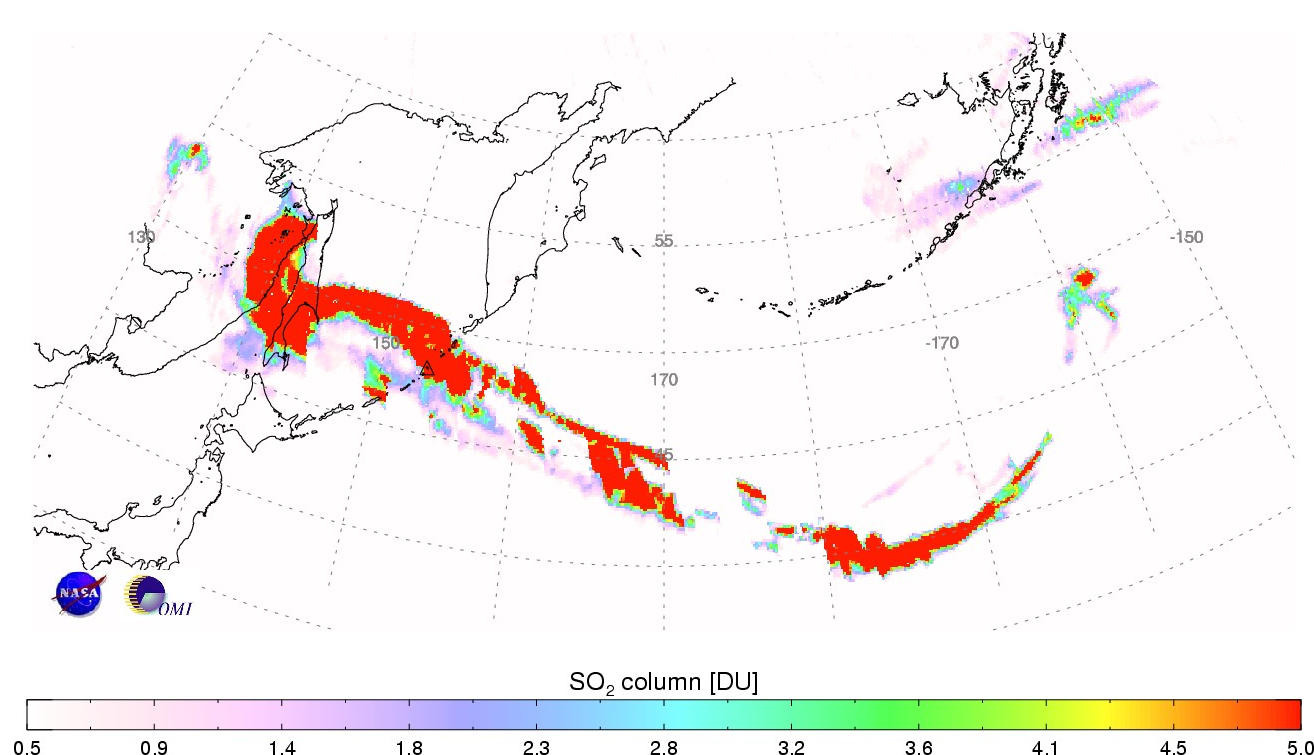